# روسون تشوبوت (مدينة)
روسون، تشوبوت (بالإسبانية: Rawson, Chubut)‏ هي منطقة سكنية تقع في الأرجنتين في Rawson Department. يقدر عدد سكانها بـ 26,306 نسمة وترتفع عن سطح البحر 4 متر.

## المناخ
يظهر الجدول التالي التغييرات المناخية على مدار السنة لروسون، تشوبوت:
| البيانات المناخية لـروسون، تشوبوت                                       | البيانات المناخية لـروسون، تشوبوت | البيانات المناخية لـروسون، تشوبوت | البيانات المناخية لـروسون، تشوبوت | البيانات المناخية لـروسون، تشوبوت | البيانات المناخية لـروسون، تشوبوت | البيانات المناخية لـروسون، تشوبوت | البيانات المناخية لـروسون، تشوبوت | البيانات المناخية لـروسون، تشوبوت | البيانات المناخية لـروسون، تشوبوت | البيانات المناخية لـروسون، تشوبوت | البيانات المناخية لـروسون، تشوبوت | البيانات المناخية لـروسون، تشوبوت | البيانات المناخية لـروسون، تشوبوت |
| الشهر                                                                   | يناير                             | فبراير                            | مارس                              | أبريل                             | مايو                              | يونيو                             | يوليو                             | أغسطس                             | سبتمبر                            | أكتوبر                            | نوفمبر                            | ديسمبر                            | المعدل السنوي                     |
| ----------------------------------------------------------------------- | --------------------------------- | --------------------------------- | --------------------------------- | --------------------------------- | --------------------------------- | --------------------------------- | --------------------------------- | --------------------------------- | --------------------------------- | --------------------------------- | --------------------------------- | --------------------------------- | --------------------------------- |
| الدرجة القصوى °م (°ف)                                                   | 41.3 (106.3)                      | 40.4 (104.7)                      | 39.5 (103.1)                      | 35.3 (95.5)                       | 29.5 (85.1)                       | 27.7 (81.9)                       | 24.8 (76.6)                       | 27.4 (81.3)                       | 31.3 (88.3)                       | 36.4 (97.5)                       | 38.3 (100.9)                      | 41.2 (106.2)                      | 41.3 (106.3)                      |
| متوسط درجة الحرارة الكبرى °م (°ف)                                       | 29.3 (84.7)                       | 28.5 (83.3)                       | 24.6 (76.3)                       | 20.3 (68.5)                       | 15.7 (60.3)                       | 12.1 (53.8)                       | 12.3 (54.1)                       | 14.6 (58.3)                       | 17.6 (63.7)                       | 20.9 (69.6)                       | 25.7 (78.3)                       | 27.9 (82.2)                       | 20.8 (69.4)                       |
| المتوسط اليومي °م (°ف)                                                  | 21.7 (71.1)                       | 20.6 (69.1)                       | 17.1 (62.8)                       | 13.1 (55.6)                       | 9.1 (48.4)                        | 6.3 (43.3)                        | 5.9 (42.6)                        | 7.6 (45.7)                        | 10.1 (50.2)                       | 13.8 (56.8)                       | 18.0 (64.4)                       | 20.3 (68.5)                       | 13.6 (56.5)                       |
| متوسط درجة الحرارة الصغرى °م (°ف)                                       | 14.4 (57.9)                       | 13.4 (56.1)                       | 10.5 (50.9)                       | 7.1 (44.8)                        | 3.9 (39.0)                        | 1.5 (34.7)                        | 0.9 (33.6)                        | 1.8 (35.2)                        | 4.1 (39.4)                        | 7.5 (45.5)                        | 10.3 (50.5)                       | 12.7 (54.9)                       | 7.3 (45.1)                        |
| أدنى درجة حرارة °م (°ف)                                                 | 3.0 (37.4)                        | 1.7 (35.1)                        | −1.4 (29.5)                       | −4.2 (24.4)                       | −10.7 (12.7)                      | −10.8 (12.6)                      | −10.8 (12.6)                      | −10.2 (13.6)                      | −8.0 (17.6)                       | −4.0 (24.8)                       | −1.0 (30.2)                       | 1.0 (33.8)                        | −10.8 (12.6)                      |
| الهطول مم (إنش)                                                         | 13.9 (0.55)                       | 11.3 (0.44)                       | 21.4 (0.84)                       | 28.3 (1.11)                       | 21.6 (0.85)                       | 23.4 (0.92)                       | 20.9 (0.82)                       | 13.5 (0.53)                       | 12.5 (0.49)                       | 20.9 (0.82)                       | 10.1 (0.40)                       | 12.3 (0.48)                       | 210.1 (8.27)                      |
| متوسط أيام هطول الأمطار                                                 | 4                                 | 4                                 | 6                                 | 6                                 | 7                                 | 9                                 | 7                                 | 7                                 | 7                                 | 7                                 | 4                                 | 5                                 | 73                                |
| متوسط الرطوبة النسبية (%)                                               | 38.2                              | 43.2                              | 49.4                              | 53.2                              | 61.6                              | 66.8                              | 64.8                              | 56.4                              | 50.8                              | 44.2                              | 41.0                              | 39.2                              | 50.7                              |
| ساعات سطوع الشمس الشهرية                                                | 310.0                             | 271.2                             | 260.4                             | 198.0                             | 155.0                             | 135.0                             | 136.4                             | 173.6                             | 195.0                             | 244.9                             | 285.0                             | 294.5                             | 2٬649٫7                           |
| نسبة وصول أشعة الشمس                                                    | 67.0                              | 69.3                              | 65.3                              | 60.3                              | 51.3                              | 50.0                              | 47.3                              | 53.7                              | 55.0                              | 59.7                              | 65.0                              | 55.3                              | 58.3                              |
| المصدر #1: Servicio Meteorologico Nacional,                             |                                   |                                   |                                   |                                   |                                   |                                   |                                   |                                   |                                   |                                   |                                   |                                   |                                   |
| المصدر #2: Secretaria de Mineria (extremes, humidity and sun 1941–1990) |                                   |                                   |                                   |                                   |                                   |                                   |                                   |                                   |                                   |                                   |                                   |                                   |                                   |

## أعلام
- إدواردو سيبولفيدا
- روبين فيرير
- غابرييل كالديرون